# World Forum
Het World Forum The Hague, kortweg World Forum, is een groot multifunctioneel gebouw aan het Churchillplein in het noorden van de wijk Zorgvliet, Den Haag.
Eerdere namen van het complex waren: Nederlands Congresgebouw, Nederlands Congres Centrum (NCC) en World Forum Convention Center (WFCC). Hier worden sinds 1969 diverse soorten bijeenkomsten georganiseerd, zoals congressen, festivals, concerten, recepties, beurzen en persconferenties. De omliggende wijk is naar het complex vernoemd en heet ‘The Hague World Forum’.

## Geschiedenis

### Ontwikkeling
Op 16 november 1953 werd door de gemeenteraad van Den Haag een Commissie inzake de bouw van een Congresgebouw ingesteld. Bij de gemeente alsook het Rijk bestond de behoefte aan een gebouw waarin nationale en internationale congressen en evenementen georganiseerd zouden kunnen worden. Jacobus Oud maakte voor het gewenste gebouw in 1956 een eerste ontwerp in de stijl van het nieuwe bouwen of functionalisme. Na het overlijden van Oud in 1963 stond de bouw vanaf 1964 onder toezicht van zijn zoon Hans Oud. Opdrachtgever was de N.V. Nederlands Congresgebouw. Deze stichting was op 30 november 1962 opgericht en had als grootaandeelhouders het Rijk (50%) en de Gemeente Den Haag (30%). Als aannemer werd Nedam gekozen. H.A.M.T. Kolfschoten, destijds burgemeester van Den Haag, stortte op 30 juni 1964 het eerste beton voor de fundering.
Het Nederlands Congresgebouw werd op 14 maart 1969 in aanwezigheid van prins Bernhard officieel geopend. De lange ontwerptijd was het gevolg van discussies omtrent voornamelijk de bouwhoogten, de benodigde voorzieningen en het ontwerp zelf. Als ander uiterste van een mogelijke gang van zaken verrees in korte tijd even ten zuiden van het terrein van het Nederlands Congresgebouw het hotel Bel Air (opgeleverd in 1971).
Het gerealiseerde complex was zeer modern voor de jaren 1960. Het bestond uit een congrescentrum met onderliggende, eenlaagse parkeergarage, een loodrecht op de westzijde staande vleugel en een vrijstaande hoteltoren, de Toren van Oud. Het oorspronkelijke, nog bestaande congresgedeelte omvat een grote congres-, toneel- en concertzaal, twee kleinere congreszalen alsmede diverse vergaderzalen en foyers. Al deze ruimten worden onderling verbonden door middel van een hal met trappen. De vlakke, langgerekte gevels van het hoofdgebouw zijn afgewerkt met blauwgeglazuurde wandtegels (op de gevels van de congreszalen) en geelgeglazuurde baksteen. De buitenmuren aan weerszijden van de hoofdingang worden gesierd door twee tegeltableaus uit 1968, ontworpen door Karel Appel en gemaakt door De Porceleyne Fles. Na de ingebruikname van het gebouw bracht Max Raedecker in 1969-1970 in opdracht vier muurschilderingen aan in een van de zalen (destijds de Carrouselzaal genaamd). De schilderingen verdwenen echter in 1992 uit het zicht naar aanleiding van een renovatie waarbij de binnenmuren overgeschilderd werden.
De vleugel aan de westzijde voorzag voor een gedeelte, reeds vanaf oktober 1967, in twee filmtheaters, Studio 2000 en De Uitkijk. Van beide theaters was de Maatschappij voor Cinegrafie de exploitant. Deze huurde voor De Uitkijk eerder, vanaf februari 1950, de aula van het Gemeentemuseum Den Haag. De twee filmtheaters werden in juli 1981 opgeheven vanwege concurrentie met bioscopen in de Haagse binnenstad van Den Haag.

### Uitbreiding
Het complex is tussen 1986 en 1989 naar een ontwerp van Flip Rosdorff in samenwerking met Henny Sanderink door de Hollandsche Beton Groep (HBG) uitgebreid. Op het parkeerterrein ten zuiden van de vleugel verrees een evenementenhal van 8000 m² met ondergrondse parkeergarage (de Statenhal, opgeleverd in 1988) alsook een congreszaal tussen de hal en het hoofdgebouw in (de Van Goghzaal). De Statenhal beschikte uit praktische overwegingen over een stalen constructie om de hal kolomvrij te kunnen houden, en uit esthetische overwegingen over een vliesgevel aan de westzijde langs de Eisenhowerlaan. Een tankstation aan de Eisenhowerlaan en een hellingbaan voor auto's naar de parkeergarage onder het congresgebouw moesten wijken voor de nieuwbouw. Het Churchillplein veranderde van aanzien door de komst van een derde ondergrondse parkeergarage, mede bedoeld voor een kantoor van AEGON. Het dak van deze garage verkreeg een vijver, waarin in 1992 een beeldhouwwerk gemaakt door Auke de Vries kwam te staan.
Omstreeks 1994 werd de naam van het congrescentrum gewijzigd in Nederlands Congres Centrum (NCC). In 1995 stemde de Haagse gemeenteraad van Den Haag in met een voorstel van burgemeester en wethouders tot verbetering van de exploitatie van het NCC, dat te kampen had met structureel geworden exploitatietekorten. Met name de Statenhal bleek te klein om voldoende rendabel te kunnen exploiteren. Onderdeel van het voorstel was onder meer de sanering van schulden bij het Rijk en de Gemeente Den Haag, verkoop van de aandelen van het Rijk aan de gemeente voor het symbolische bedrag van 1 gulden (waardoor de Gemeente Den Haag 80% van de aandelen verkreeg), meer nadruk te leggen op de congresfunctie, instemming met de bouw van een hotel, het wegwerken van achterstallig onderhoud en het streven naar een verzelfstandiging van de NV na 5 jaar.
Met de bouw van het hotel is in 1996 begonnen: boven op de voorzijde van het hoofdgebouw plaatste BAM een 43,5 meter hoog gebouw (opgeleverd in 1997). Het hotel is eerst door Dorint geëxploiteerd en later door Dorint en Novotel samen. Vanaf de tweede helft van 2007 is Novotel de exploitant. Tevens in 1996 is door IBC Bouwgroep een compact, in de grond verzonken openlucht-amfitheater, direct aan de achterzijde van het congresgebouw tussen twee bestaande trappartijen in, aangelegd en opgeleverd. Dit kon door een tentdoek overdekt worden. Flip Rosdorff tekende het ontwerp voor zowel het hotel als het theater. Opdrachtgever voor het amfitheater was naast het Nederlands Congres Centrum ook Mojo Concerts, eigenaar en organisator van het North Sea Jazz Festival, waarvoor deze voorziening vooral bedoeld was. Het theater, vanaf 2000 gedurende het North Sea Jazz Festival het Paul Acket Paviljoen geheten, diende ter vervanging van een tent die vanaf 1981 jaarlijks werd opgebouwd op een groot grasveld aan de achterzijde van het congrescentrum. Vanaf 1996 verviel deze mogelijkheid in verband met de bouw van een nieuw hoofdkantoor voor de Organisatie voor het Verbod op Chemische Wapens op de plaats van het grasveld.

### Verzelfstandiging
In het kader van de verzelfstandiging van het NCC besloot de gemeenteraad van Den Haag op voorstel van het college van B en W in februari 2001 tot de oprichting van twee BV’s door het NCC. Een BV voor het onroerend goed deel en een BV voor de overige activa en passiva met de rechten en verplichtingen van de exploitatie van het onroerend goed. Beide BV’s zouden onder een holdingmaatschappij gaan vallen, de NV van het NCC. Ook werd besloten tot verkoop van de exploitatiemaatschappij. Een in november en december 2000 door een adviesbureau in opdracht van de Gemeente Den Haag uitgevoerd financieel onderzoek bij het NCC lag ten grondslag aan de beslissing. Ook een in opdracht van de gemeente uitgevoerd toekomstonderzoek omtrent het NCC door Tramell Crow Nederland Property Projects (TCN) vormde een basis.
Gedurende het lopende herfinancieringstraject zou het NCC door Ernst & Young bijgestaan worden. Onderdeel van het traject was een (buitengewone) Algemene vergadering van aandeelhouders op 21 februari 2001. Vervolgens is door het NCC en de Gemeente Den Haag een lijst van potentiële kandidaten voor overname van de exploitatiemaatschappij samengesteld (zgn. long list). Voorwaarde bij een overname was dat de mogelijkheid voor het organiseren van (inter-)nationale congressen voor de stad Den Haag te allen tijde behouden moest blijven. Ook het bestemmingsplan en geldende erfpacht- en huurcontracten vormden voorwaarden. De benaderde bedrijven bevonden zich in de economische sectoren entertainment, beurzen, horeca, uitgeverijen, projectontwikkeling en brouwerijen. Deze partijen ontvingen een algemene aankondiging van verkoop (teaser). Een aantal bedrijven toonde interesse en na ondertekening van een geheimhoudingsverklaring verkregen zij een informatie-memorandum. Na onderhandelingen werd van een tiental partijen een plan van aanpak ontvangen, dat een toekomstvisie omtrent de exploitatie van het NCC schetste.
Op basis van de tien aanbiedingen stemde in juli 2001 de gemeenteraad ermee in dat twee commerciële partijen hun plannen nader mochten uitwerken: TCN en Libéma. Beiden wilden zowel de exploitatie als het onroerend goed van het NCC overnemen. Op 28 september 2001 brachten Libéma en TCN hun indicatieve biedingen alsook onderliggende plannen uit. Begin november besloot de gemeenteraad om met TCN door te onderhandelen, vanwege haar toekomstvisie op de (her-)ontwikkeling van zowel het complex en het terrein als de omgeving van het NCC. Deze visie had als gebiedsontwikkelingsplan de naam 'World Forum' meegekregen. De Gemeente Den Haag tekende daarop met TCN een intentie-overeenkomst. TCN verkreeg hiermee toegang tot alle gegevens van het NCC (zgn. data room) en de mogelijkheid tot het uitvoeren van een boekenonderzoek (zgn. due diligence). Op grond hiervan bracht TCN een definitief bod uit.
Op 18 december 2001 stemde de gemeenteraad in met de overdracht van alle aandelen in het NCC aan TCN. Dit leidde tot het opstellen van een koopovereenkomst, vervaardigd door De Brauw Blackstone Westbroek, met daarbij afspraken over de vernieuwing van het hoofdgebouw, de herontwikkeling van het terrein en het behoud van de congresfunctie. De definitieve variant van deze overeenkomst kon op 11 januari 2002 ondertekend worden (closing). Hiermee droeg de Gemeente Den Haag zowel het onroerend goed als de exploitatie van het NCC over aan TCN. In de loop van 2002 leverde TCN 50% van de aandelen N.V. Nederlands Congres Centrum over aan Provastgoed Nederland (Provast). De rechten en verplichtingen als genoemd in de koopovereenkomst gaf TCN over aan de samen met Provast (50%) opgerichte The Hague World Forum B.V. (THWF). THWF, 100% dochter van TCN Assets B.V., werd op haar beurt 100% eigenaar van de World Forum Convention Center N.V., die het vastgoed en het beheer daarvan ging bevatten. TCN Assets maakte reeds deel uit van de holdingmaatschappij van TCN, TCN Urop SE.

### Herontwikkeling

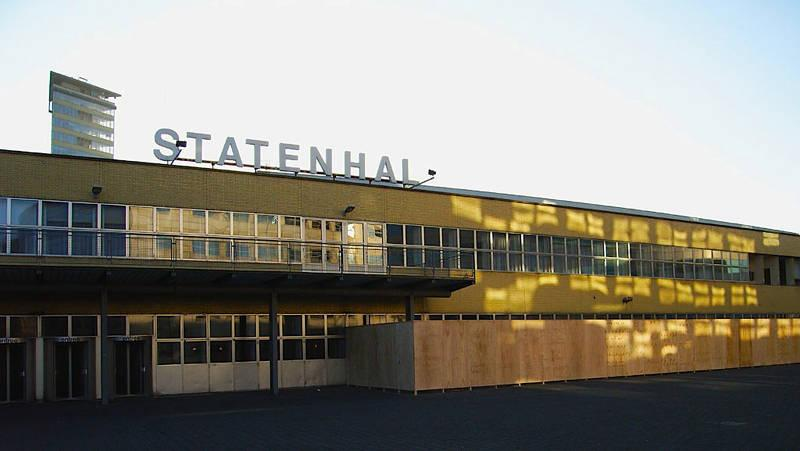
De vleugel die toegang gaf tot de Statenhal, januari 2006

Het hoofdgebouw van het NCC onderging begin 2005 een renovatie waarbij het interieur een geheel nieuwe uitstraling verkreeg. Op 1 september 2005 werd de naam van het centrum gewijzigd in World Forum Convention Center (WFCC).
In het kader van de herontwikkeling van het terrein en de omgeving van het NCC tekenden op 20 januari 2004 THWF, de Gemeente Den Haag en de Rijksgebouwendienst een samenwerkingsovereenkomst, die door De Brauw Blackstone Westbroek opgesteld was. Grondslag voor de overeenkomst vormde een stedenbouwkundige visie voor het gebied, World Forum Den Haag geheten. Deze was in maart 2003 in opdracht van de Gemeente Den Haag en THWF door KCAP gemaakt. Uit de stedenbouwkundige visie vloeide een nieuw bestemmingsplan voor het terrein van de NCC voort, mede getoetst aan de Structuurvisie Den Haag 2020. Concreet werd alle bebouwing ten westen van het hoofdgebouw begin 2006 gesloopt: de Statenhal (met name bekend geworden bij bezoekers van het North Sea Jazz Festival), de parkeergarage onder de Statenhal, de Van Goghzaal, de vleugel en een hellingbaan voor auto's naar de parkeergarage onder het WFCC. Het westelijke deel van het door THWF bouwrijp opgeleverde terrein droeg de Gemeente Den Haag op 31 maart 2006 over aan het Rijk. Op dit gedeelte verrees vanaf mei 2008 in opdracht van de Rijksgebouwendienst een nieuw hoofdkantoor voor Europol, dat in februari 2011 opgeleverd is. J.P. van Eesteren bouwde eerder, vanaf augustus 2006, aan de oostzijde van het beschikbaar gekomen terrein een nieuwe, drielaagse ondergrondse parkeergarage (opgeleverd in 2008). Opdrachtgever voor de garage was THWF en wat het ontwerp betreft had Mecanoo getekend. De toegang voor auto's gaat (grotendeels) via de bestaande hellingbaan van de parkeergarage onder het Churchillplein. De hoofduitgang voor voetgangers komt uit op een promenade gelegen tussen de westzijde van het gebouw en Europol in. De promenade, waarvan het ontwerp afkomstig is van DS landschapsarchitecten, kende vanaf april 2011 een gefaseerde aanleg. Aan de achterzijde van het WFCC op de plaats van de twee trappartijen en het amfitheater werd een nieuwe laad- en loszone voor vrachtauto's gerealiseerd.
De naam van het congrescentrum wordt in april 2008 verkort tot World Forum. Tevens is sindsdien de slogan "Events that shape the world" aan het centrum verbonden. In juli 2009 verkocht TCN het hotelgebouw alsook de parkeergarage ten behoeve van het World Forum onder het Churchillplein aan Invesco, een Amerikaanse vermogensbeheerder, die de aankoop onderbracht in het zogeheten European Hotel Real Estate Fund. De exploitatie van het hotel bleef in handen van Accor, waarvan Novotel deel uitmaakt. In oktober 2009 droeg TCN de exploitatie van het World Forum over aan GL events, een Franse, wereldwijd opererende organisator van congressen, evenementen en beurzen alsmede beheerder van diverse conferentiecentra. De samenwerking had als doel de internationale marktpositie van het World Forum te versterken.

### Terugkoop
De Rechtbank Midden-Nederland verklaarde TCN in november 2012 echter nagenoeg in zijn geheel failliet. Om de congresfunctie voor de stad te kunnen behouden wordt in juli 2013 de Gemeente Den Haag wederom eigenaar van het eerder in 2002 aan TCN verkochte complex (exclusief het hotel en de parkeergarages onder de promenade en het Churchillplein). Dit door het World Forum uit de failliete boedel van TCN te kopen. Andere partijen waren niet in overname geïnteresseerd daar er noodzakelijke investeringen in de techniek en het onderhoud van het gebouw gepleegd moesten worden. Gedurende het overnameproces is de Gemeente Den Haag door Pels Rijcken & Droogleever Fortuijn bijgestaan. Voor boekenonderzoek werden drie due diligences verricht: een juridische door Pels Rijcken & Droogleever Fortuijn, een financiële door Deloitte en een bouwkundige door Braaksma & Roos Architectenbureau en VH Engineering. Met GL events kon de Gemeente Den Haag een nieuwe, langjarige huurovereenkomst ondertekenen. Omtrent het beheer en behoud van het gebouw zijn afspraken vastgelegd.

## Gebruik

### Jazz
Het Haagse congrescentrum verwierf grote bekendheid door het huisvesten van het North Sea Jazz Festival, dat daar van 1976 tot en met 2005 plaatsvond. Vanwege de herontwikkeling van het terrein van het Nederlands Congres Centrum verhuisde dit festival in 2006 naar Ahoy in Rotterdam. Vanaf dat jaar bood het congrescentrum onderdak aan The Hague Jazz. In 2011 vond dit evenement in het Kyocera Stadion plaats.

### Residentie Orkest
In 1964 brandde het Gebouw voor Kunsten en Wetenschappen in Den Haag af en moest het Residentie Orkest als gebruiker van dit gebouw een nieuwe zaal zoeken. Eind 1968 verhuisde het orkest naar de Prins Willem-Alexanderzaal in het Nederlands Congresgebouw (thans World Forum). Op 15 maart 1969 vond het eerste concert in deze zaal plaats: de Mattheus Passion door het Haags Toonkunstkoor onder leiding van Marius Borstlap en met medewerking van het Residentie Orkest. Ook na een ingrijpende akoestische verbouwing bleef de Prins Willem-Alexanderzaal echter ongeschikt als concertzaal. Hierop besloot het orkest in 1983 een eigen zaal middels privaat geld te bouwen, de sinds 2015 niet meer bestaande Dr. Anton Philipszaal aan het Spui. Sinds 2021 is Amare de vaste concertzaal van het orkest.

### Speciale evenementen
Nederlands Congresgebouw
- Op 15 augustus 1970 geschiedde buiten op het (toenmalige) parkeerterrein de 25ste herdenking van de capitulatie van Japan, waarna in het congresgebouw een rijsttafel geserveerd werd.
- Op 8 december 1974 gaf de rockgroep Queen haar eerste concert in Nederland in het kader van de Sheer Heart Attack Tour.
- Op 3 april 1976 presenteerde Corry Brokken de 21e editie van het Eurovisiesongfestival.
- Op 22 februari 1978 won Harmony het Nationaal Songfestival met 't Is OK.[22]
- Op 14 november 1978 voerde de band Finch zijn laatste concert uit.
- Op 19 april 1980 presenteerde Marlous Fluitsma de 25e editie van het Eurovisiesongfestival.
- Op 25 juni 1984 opende prins Claus het vierdaagse internationale congres CHEMRAWN III (Chemical Research Applied to World Needs) van de International Union of Pure and Applied Chemistry, georganiseerd door de Koninklijke Nederlandse Chemische Vereniging.
- Van 23 tot en met 27 augustus 1990 werd de 48e World Science Fiction Convention gehouden.

Nederlands Congres Centrum
- Op 27 mei 1995 gaf Céline Dion haar laatste concert van de wereldwijde The Colour of My Love Tour.
- Van 13 tot en met 25 november 2000 vond de zesde United Nations Climate Change Conference in het kader van de United Nations Framework Convention on Climate Change plaats.

World Forum
- Op 31 maart 2009 hield de Verenigde Naties de Internationale Afghanistan-conferentie.
- Op 18 november 2010 waren onder meer Neil Armstrong en Steve Wozniak te gast bij de Meet the Future, Science & Technology Summit 2010, die georganiseerd werd door het Platform Bètatechniek.
- Op 24 en 25 maart 2014 werd de Nuclear Security Summit 2014 (NSS) gehouden, een tweejaarlijkse topconferentie over de bestrijding van nucleair terrorisme.
- Op 16 en 17 april 2015 werd de Global Conference on CyberSpace 2015 (GCCS2015) gehouden, een internationale topconferentie over cyberveiligheid.
- Op 9 en 10 december 2020 werd de vanwege de coronacrisis uitgestelde Internationale Dag van de Persvrijheid georganiseerd door het Ministerie van Buitenlandse Zaken en UNESCO.[23][24] De conferentie werd niet zoals gepland fysiek op het World Forum gehouden, maar werd door middel van een online conferencing platform gestreamd vanuit het congrescentrum.[23]
- Op 24 en 25 juni 2025 huisvestte het gebouw de eerste NAVO-top op Nederlandse bodem sinds de oprichting van de NAVO in 1949. Voor deze top werd in april de naastgelegen Johan de Wittlaan afgesloten om hier de voor de veiligheid benodigde tijdelijke gebouwen te kunnen plaatsen.

## Wetenswaardigheden
- In de directe omgeving van het World Forum hebben zich vanaf de jaren 1990, als gevolg van onder meer beleid van de Gemeente Den Haag, verschillende organisaties op het gebied van bestuur en internationaal recht gevestigd zoals, naast Europol, het Joegoslavië-tribunaal en de Organisatie voor het Verbod op Chemische Wapens. Sinds 2017 is ook Eurojust in de omgeving gevestigd.
- Het World Forum staat op een plaats waar tijdens de Tweede Wereldoorlog in 1943 een brede strook met bebouwing langs onder andere het huidige traject van de Johan de Wittlaan en de President Kennedylaan gesloopt werd voor de aanleg van een tankgracht met een zigzaggende structuur, als onderdeel van de Atlantikwall[25].
- De Johan de Wittlaan waaraan het World Forum ligt, maakt onderdeel uit van de Noordwestelijke Hoofdroute van de Ring Den Haag.